# MSYS
MSYS(Minimal SYStem)は、Windows上で動作するUnixシェル(Bash)やテキスト操作ユーティリティ(gawk, sed, findutil)、ソースコードパッチ用ツール(diffutil), アーカイブツール(tar, bzip2, zlib)を統合したパッケージである。MinGWを補う目的で作られた。MSYSとMinGWはほぼ開発終了で、後継のMSYS2とMingw-w64の開発が継続している。

## 概要
Unix向けのソフトウェアパッケージの一種であるtarボール(tar + gzip形式あるいはtar + bzip2形式で圧縮されたソフトウェア自体のソースコード/スクリプトのセット)からソフトウェアを構築・インストールするために最低限必要なツール群を提供している。また、仮想ターミナルソフト(rxvt)やCUIのテキストエディタ(Vim)も同梱しており、MinGWと併用する最小限のUnix風のCUI環境として利用することができる。
MSYSで提供されるライブラリ(msys-1.0.dllやmsys-z.dll)はGPLである。
このような環境はCygwinとも似ているが、CygwinがUnix環境すべてをWindows上で実現することを目標としているのに対し、MSYSはプログラム開発の用途に限定的であるという違いがある。

## MSYS2
MSYS とは独立に2013年から始まったプロジェクト。MinGWの後継のMingw-w64で開発されているMSYSの後継。

## 関係する主なソフト
- QGIS（GISソフト）
- MinGW (GNUツールチェーンのWindows移植版)